# Port lotniczy Gan
Port lotniczy Gan – międzynarodowy port lotniczy położony na wyspie Gan, w atolu Addu. Jest drugim co do wielkości portem lotniczym na Malediwach. 

## Linie lotnicze i połączenia
- Blue Panorama Airlines (Mediolan-Malpensa)
- Island Aviation Service (Male)
- Trans Maldivian Airways (Male/Kaadedhoo)